# Paradise (Nevada)
Paradise és una concentració de població designada pel cens al comtat de Clark a l'estat de Nevada. Segons el cens del 2008 tenia 196.821 habitants.

## Demografia
Segons el cens del 2000, Paradise tenia 186.070 habitants, 77.209 habitatges, i 43.348 famílies La densitat de població era de 1524,06 habitants per km².
Dels 77.209 habitatges en un 24,6% hi vivien nens de menys de 18 anys, en un 39,7% hi vivien parelles casades, en un 10,5% dones solteres, i en un 43,9% no eren unitats familiars. En el 31,9% dels habitatges hi vivien persones soles el 7,5% de les quals corresponia a persones de 65 anys o més que vivien soles. El nombre mitjà de persones vivint en cada habitatge era de 2,39 i el nombre mitjà de persones que vivien en cada família era de 3,04.
Per edats la població es repartia de la següent manera: un 21,2% tenia menys de 18 anys, un 10,7% entre 18 i 24, un 33,4% entre 25 i 44, un 23,6% de 45 a 64 i un 11,1% 65 anys o més.
L'edat mediana era de 35,3 anys. Per cada 100 dones hi havia 109,09 homes. Per cada 100 dones de 18 o més anys hi havia 109,99 homes.
La renda mediana per habitatge era de 39.376$ i la renda mediana per família de 46.578$. Els homes tenien una renda mediana de 31.412$ mentre que les dones 25.898$. La renda per capita de la població era de 21.258$. Aproximadament el 8,1% de les famílies i l'11,8% de la població estaven per davall del llindar de pobresa.

## Poblacions properes
El següent diagrama mostra les poblacions més properes.